# Bosco Archiforo

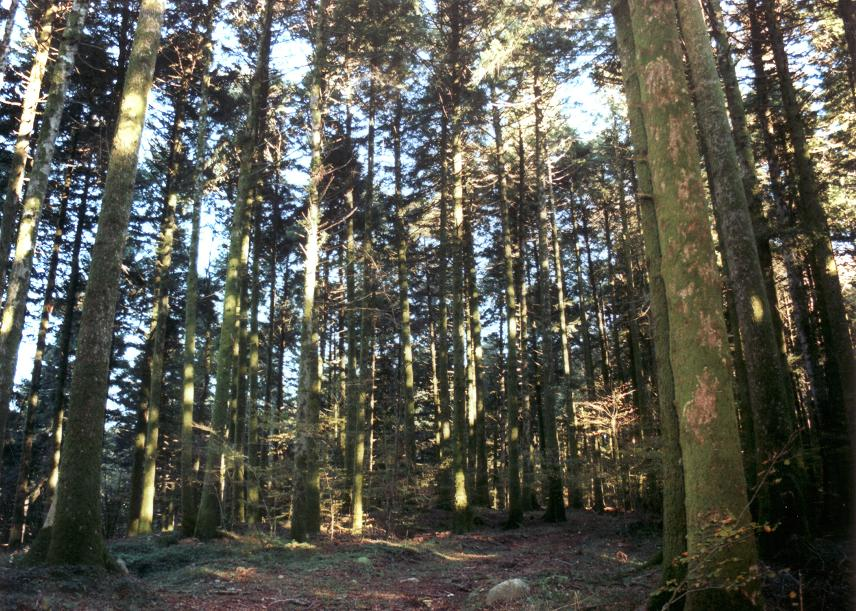
Bosco Archiforo

Il bosco Archifòro è un bosco di 4913,61 ettari con codice IT9340121 sito quasi interamente nel comune di Serra San Bruno (VV), all'interno del Parco naturale regionale delle Serre, di cui occupa il 26,5%.

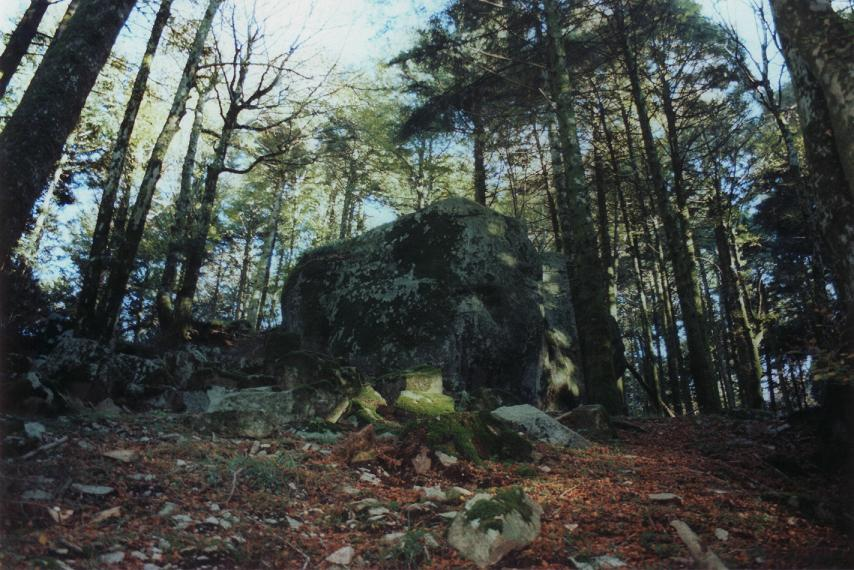
Pietra dell'Ammienzo

Il bosco si trova sul versante occidentale della Pietra del Caricatore.
Caratteristica la monolitica Pietra dell'Ammienzo.

## Etimologia
L'etimo del nome è incerto; secondo il filologo Gerhard Rohlfs l'accentazione del nome è posta sulla prima o e non sulla i.

## Habitat
È caratterizzato da un habitat 7110 Active raised bogs (Torbiere alte attive), gli alberi sono in prevalenza maestosi abeti bianchi
nella parte inferiore del bosco, man mano che si sale gli abeti si mischiano ai faggi anch'essi monumentali ma in minoranza di numero rispetto agli abeti. 
Nel marzo 2014 il comune di Serra San Bruno era in procinto di vendere circa 2600 alberi a società dell'industria del legno per rimpinguare le casse del comune ma dopo una forte protesta dei cittadini è stato tutto annullato. Grazie a queste proteste si è venuti a conoscenza che nel bosco c'è l'abete bianco più grande d'Europa, alto oltre 55 metri con una circonferenza del tronco di 5,5 metri. La particolare conformazione del territorio, l'esposizione prevalentemente a nord, le estati fresche ma soleggiate, le nevi al suolo da dicembre a marzo inoltrato e un regime pluviometrico di 2000mm l'anno creano le condizioni ideali per una crescita così imponente degli alberi. 
Il bosco Archiforo si presenta nettamente differente rispetto ai consueti boschi. È pulitissimo, sul terreno non vi è traccia di rovi o edera, e gli alberi sono spesso coperti da un fitto strato di muschio (soprattutto in estate) che ricopre tutto il tronco fino in cima. 
Dal punto di vista faunistico sono presenti l'astore, l'assiolo, lo smeriglio, il gufo, la civetta, il barbagianni, varie specie di picchio ed altri uccelli di bosco (i grandi rapaci preferiscono habitat più aperti), diverse specie di rettili e anfibi, il gatto selvatico, la talpa, lo scoiattolo, il cinghiale, la volpe, il tasso e negli ultimi anni anche se difficilissimo da avvistare il lupo.

## Trasporti
Il bosco è raggiungibile in automobile da Serra San Bruno, svoltando a sinistra al bivio di Arena e lasciando il mezzo al casello forestale in località Bello (in dialetto serrese Lu Bellu) per proseguire a piedi.

## Escursionismo

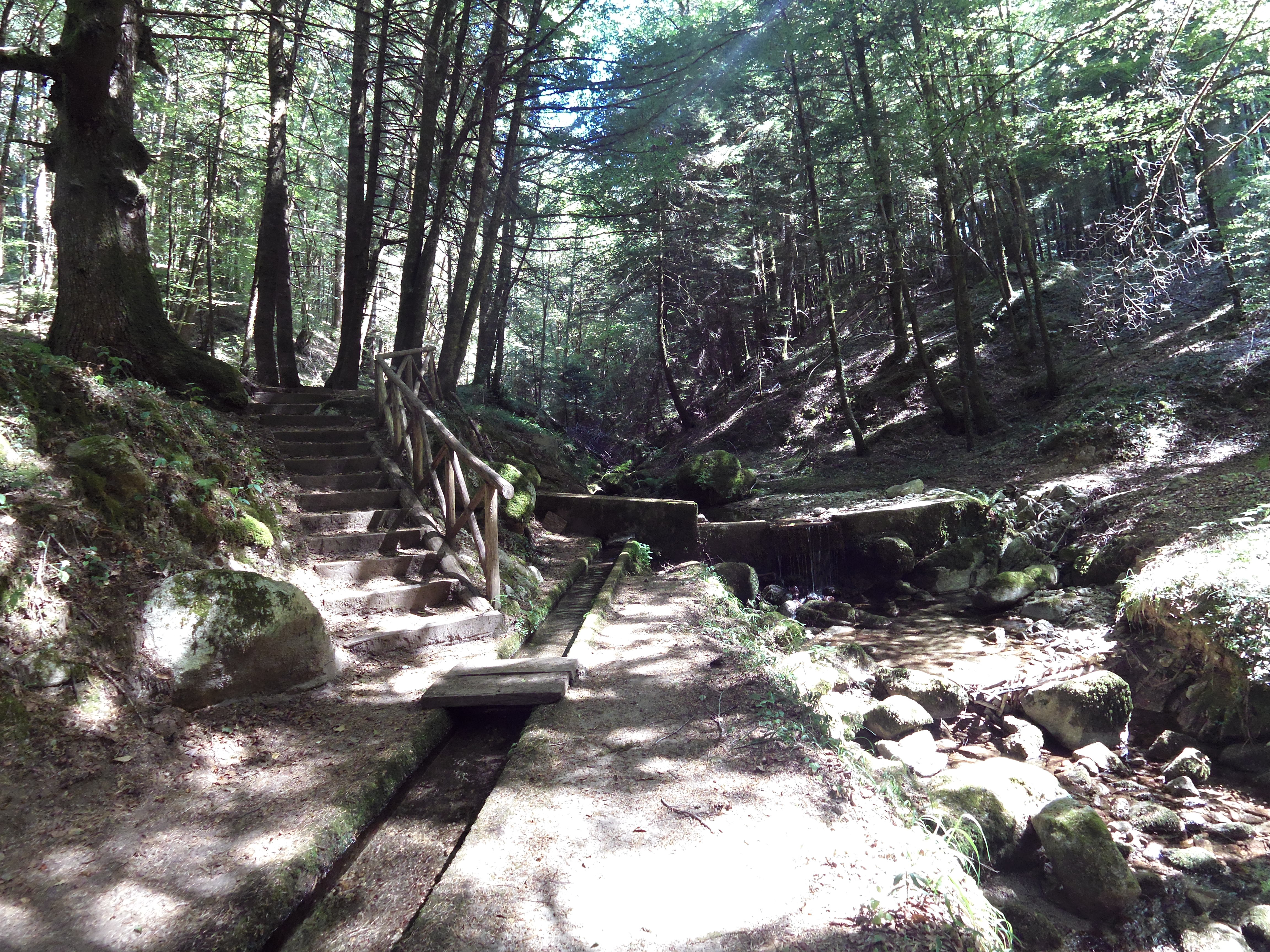

Il bosco non può essere ben apprezzato da chi non ha praticità con la zona, mancando in effetti (a dispetto di ciò che viene riportato sulle guide) ogni forma di segnaletica dei percorsi. 
I pochi segnali (fatti solo con una bomboletta colorata sui tronchi) sono discontinui e confusi e spariscono da una stagione all'altra. Inoltre l'assenza di chiari sentieri con traccia a terra non aiuta certo l'escursionista, penalizzando non poco il turismo e le grandi potenzialità attrattive del luogo, che potrebbe beneficiare di sentieri ed escursioni ben più lunghe e interessanti di un percorso di 1.3 km vista la vastità dello stesso e la continuità territoriale con le altre cime e aree di interesse storico-naturalistico (Lacina, Pecoraro, Croce ferrata, Ferdinandea ecc.)

### Sentiero Archifòro

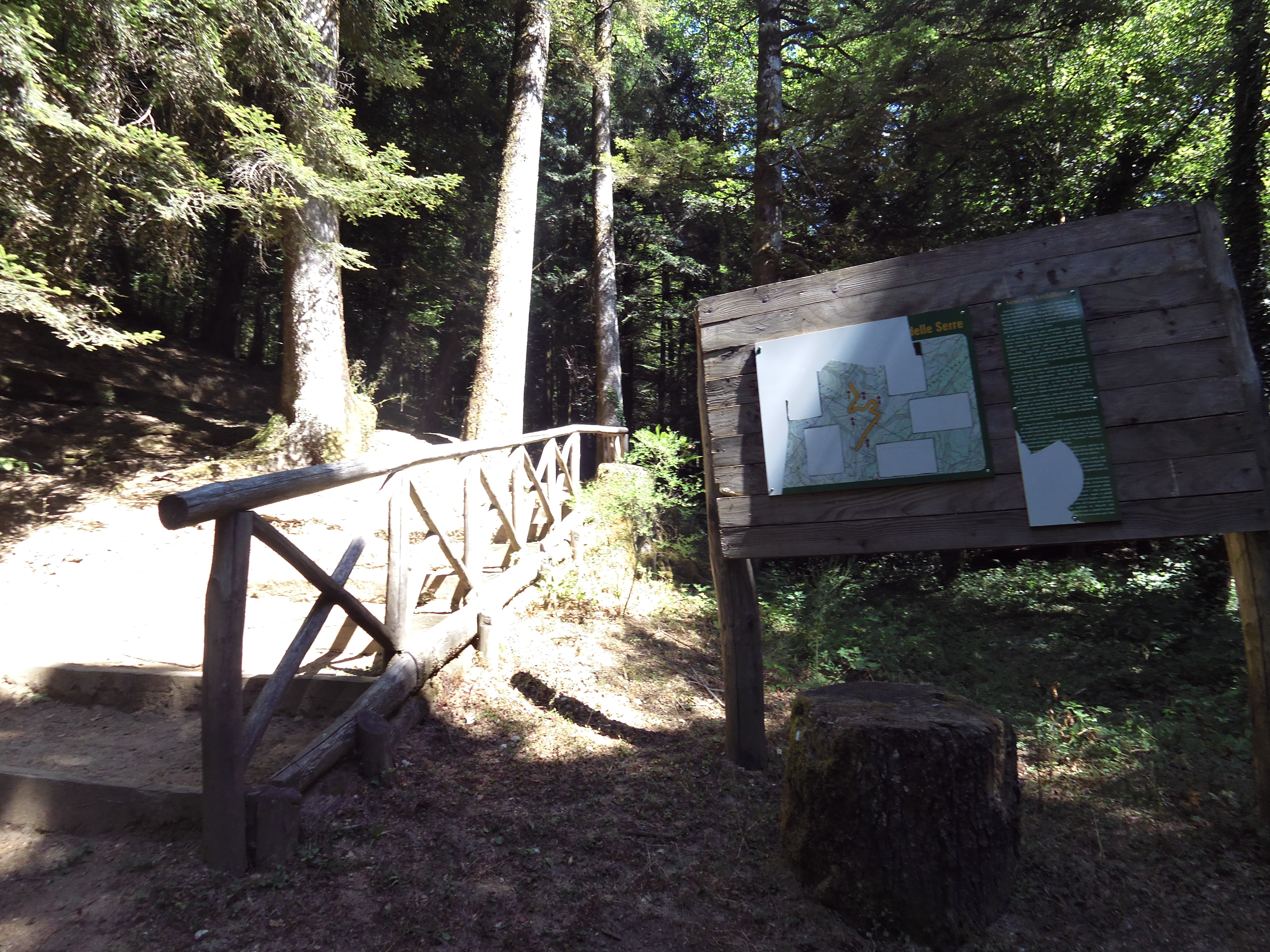
Inizio Sentiero Archiforo (Serra San Bruno)

Nel 2013, grazie al progetto 2bparks finanziato da MEDIPROGRAMME, è stato inaugurato dal Parco naturale regionale delle Serre il sentiero Archifòro, lungo 1,3 km e da percorrere in un'ora.
Nel 2015 viene riqualificato con nuova cartellonistica col progetto “Natura e turismo” - nato dalla collaborazione dell’Ente con l’Azienda Calabria Lavoro.
Il sentiero parte dal vivaio in località Rosarella (900 metri), passa per Bello e località Pietra del Signore (1080 metri) caratterizzato dalla presenza di un batolite granitico.
L'area attraversa i luoghi in cui gli scalpellini estraevano il granito, dove veniva tagliata la legna e dove venivano create le "niviere", delle grandi buche in cui si pressava la neve per poi ricoprirle di arbusti per mantenerla intatta per la stagione estiva, in cui la si vendeva ai bar per fare granite e gelati.
Lungo il sentiero sarà possibile vedere la ricostruzione di uno "scarazzu", il tipico covone di legna accatastata serrese da cui attraverso una procedura di combustione disidratazione naturale si ricavava il carbone.

## Galleria d'immagini

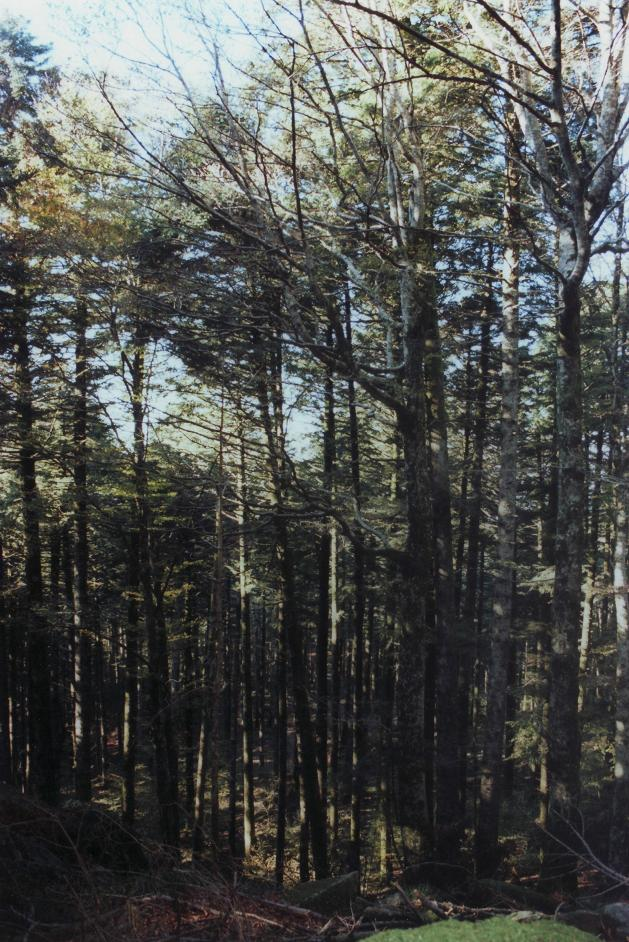
Bosco Archifòro
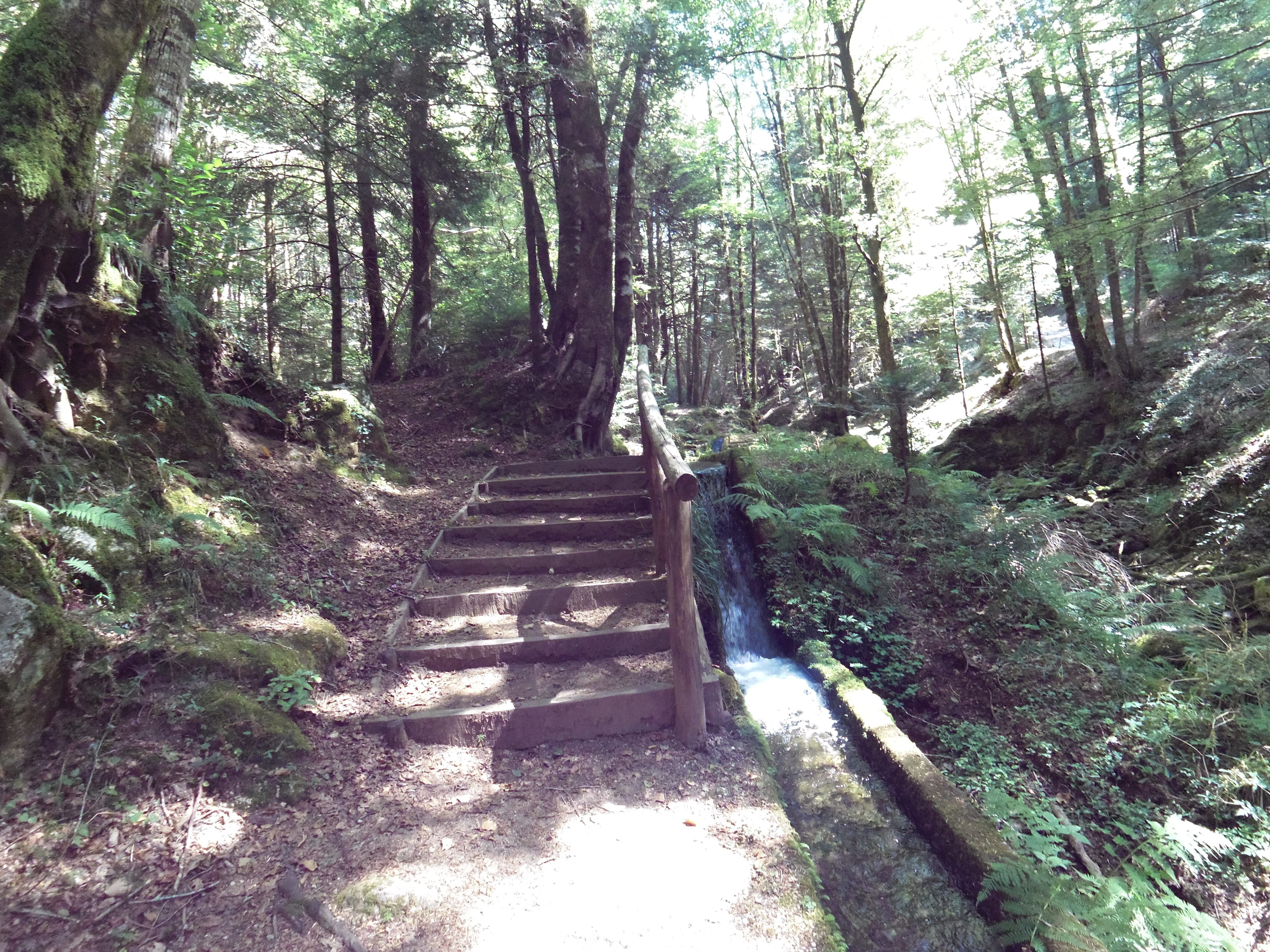
Sentiero Archiforo